# 顶尖海蛳螺
顶尖海蛳螺（学名：Acrilla acuminata），是异腹足目海蛳螺科Acrilla的一种。主要分布于韩国、中国大陆、台湾，常栖息在浅海砂底、潮下带。